# Lavrinhas (kommun)
Lavrinhas är en kommun i Brasilien.   Den ligger i delstaten São Paulo, i den sydöstra delen av landet, 800 km söder om huvudstaden Brasília. Antalet invånare är 6 586.
Följande samhällen finns i Lavrinhas:
- Lavrinhas

Omgivningarna runt Lavrinhas är huvudsakligen savann. Runt Lavrinhas är det ganska glesbefolkat, med 48 invånare per kvadratkilometer.